# Alcons
Alcons (englischsprachiges Akronym von Articulation Loss of Consonants) bezeichnet den Artikulationsverlust für Konsonanten.
Als Maß der (Un-)Verständlichkeit gibt der Alcons wieder, wie hoch der Prozent-Anteil der nicht richtig verstandenen Worte bzw. Konsonanten ist:
| Alcons | 0 % – 3 %                 | 3 % – 7 %  | 7 % – 15 %      | 15 % – 33 %     | 33 % – 100 %                    |
|        | ausgezeichnet (excellent) | gut (good) | genügend (fair) | schlecht (poor) | unverständlich (unintelligible) |
| STI    | 1,0 – 0,75                | 0,75 – 0,6 | 0,6 – 0,45      | 0,45 – 0,3      | 0,3 – 0                         |

In die Berechnung des Alcons fließen unterschiedliche Faktoren ein:
- die Nachhallzeit
- der Abstand zwischen Schallquelle und Schallempfänger
- das Raumvolumen
- der Bündelungsgrad der Schallquelle
- der Hallradius.

Der Nachhall und die Richtcharakteristik der Schallquellen werden also berücksichtigt, nicht aber die Störgeräusche (der Störschall).